# Androsace rioxana
La androsela riojana (Androsace rioxana) es una pequeña planta perenne de la familia Primulaceae, con rosetas de hojas basales de 2 a 4 cm de longitud, con varios dientecitos en su extremo y provistas de cilios en los bordes. Del centro de las rosetas parten varios tallos finos de 3 a 8 cm de longitud, de cuyo extremo parten varias flores pediceladas. Tanto los tallos como los pedicelos están provistos de pelos estrellados cortos. Sus cálices son verdes con los dientes rojizos y las corolas de color rosa claro. 
Es endémica de la Sierra de la Demanda (La Rioja, España).
La especie está en peligro de extinción.

## Ecología y reproducción
Constituye comunidades monostratas, acompañada de otros elementos propios de cumbres que, en conjunto, presentan gran afinidad con la Asociación Antennaria dioica – Festuca curvifolia, que se considera Hábitat de Interés Comunitario, según la Directiva Hábitats. Son especies propias de esta asociación: Festuca curvifolia, Antennaria dioica, Veronica fruticulosa, Saxifraga willkommiana, Sedum brevifolium.

### Floración y fructificación
Florece en junio y fructifica en a mediados-finales de julio. Toda la estructura floral, menos los pétalos adquiere un color rojizo muy patente en la época de fructificación. La corola es de color rosa blanquecino y las semillas, de 2 a 4 mm, son de color marrón oscuro. 
Las rosetas siguen un patrón de elevada densidad o agregación. Según algunos autores, la planta puede reproducirse vegetativamente por medio de rosetas estériles aunque dado el escaso conocimiento que todavía se tiene de la especie, el dato está por confirmar. A mediados o finales de junio, las rosetas fértiles producen pequeñas umbelas de flores hermafroditas, de corola rosada. Aproximadamente un mes después, se pueden encontrar semillas maduras, aunque no se dispone de información acerca de su polinización ni la dispersión de la semilla. Algunos experimentos, de carácter meramente orientativo y realizados en laboratorio, parecen indicar una cierta dificultad en la germinación de estas semillas.
Se dispone de escasa información acerca de su biología reproductora, así como de su dinámica poblacional, ya que se requiere un mínimo de cuatro años de seguimiento para establecer una estimación objetiva de su tendencia evolutiva.

## Hábitat
Propia de los pastizales pedregosos de alta montaña de la Sierra de la Demanda, por encima de los 2.000 m de altitud, sobre suelo silíceo. Los ejemplares crecen de forma agregada y en pequeños grupos en cabeceras de vaguadas ("hombros" de antiguos y
pequeños glaciares) con pendiente acusada. Se encuentran en el seno de una comunidad vegetal correspondiente a la asociación Antennario dioicae-Festucetum curvifoliae (hábitat de interés comunitario), compartiendo hábitat con especies como la Festuca curvifolia.

## Distribución y población
Es una especie endémica de La Rioja, citada en dos localidades en la Sierra de la Demanda. En un primer censo, realizado en el año 2002, se estimó la población total en unos 630 individuos, con más del 95% en San Lorenzo; en una segunda estimación, realizada el año siguiente, este número total descendió a 289 individuos, menos de la mitad. Sin embargo, el diferente método de muestreo empleado en este segundo censo, más adaptado a las características de agregación de la especie y, por tanto, más preciso, pone en duda la primera estimación y en entredicho esta rápida disminución.
En el año 2005, dentro del paquete de medidas prioritarias del Plan de Recuperación, se realizó una nueva estimación demográfica, encontrándose dos nuevos núcleos poblacionales. El total de individuos estimado tras este nuevo estudio fue de 1300 individuos, con al menos 180 plantas florecidas. En el resto de España no se conocen otras poblaciones.
En la Lista Roja de Flora Vascular de España está catalogada como «especie en peligro», con unas poblaciones muy pequeñas y restringidas. En el Catálogo Regional de Especies Amenazadas tiene el estatus de «en peligro de extinción».
Las dos únicas poblaciones mundiales de la androsela riojana se encuentran en las cumbres de la Sierra de La Demanda, una en el Circo de San Lorenzo y la otra en el Pancrudo Suroriental. En ambos casos se trata de pastizales psicroxerófilos sobre sustratos ácidos, por encima de los 2000 metros de altitud y orientados hacia el Norte.

## Amenazas y medidas de conservación
- Proximidad a diversas infraestructuras de montaña (estaciones de esquí, pistas forestales, etc.)
- Peligro por erosión remontante.
- Montañismo y senderismo tanto de verano como de invierno.
- Recolección estrictamente prohibida, salvo autorización expresa para fines científicos.
- Propuesta de recolección de semillas para abastecer a los bancos de germoplasma.
- Cultivo con vistas a su implantación in situ y en enclaves de similar ecología.
- Prohibición de infraestructuras en su área de distribución.